# Kalocsa
Kalocsa é uma cidade da Hungria, situada no condado de Bács-Kiskun. Tem 53,18 km² de área e sua população em 2019 foi estimada em 15.490 habitantes.